# Kolumbus-Tag

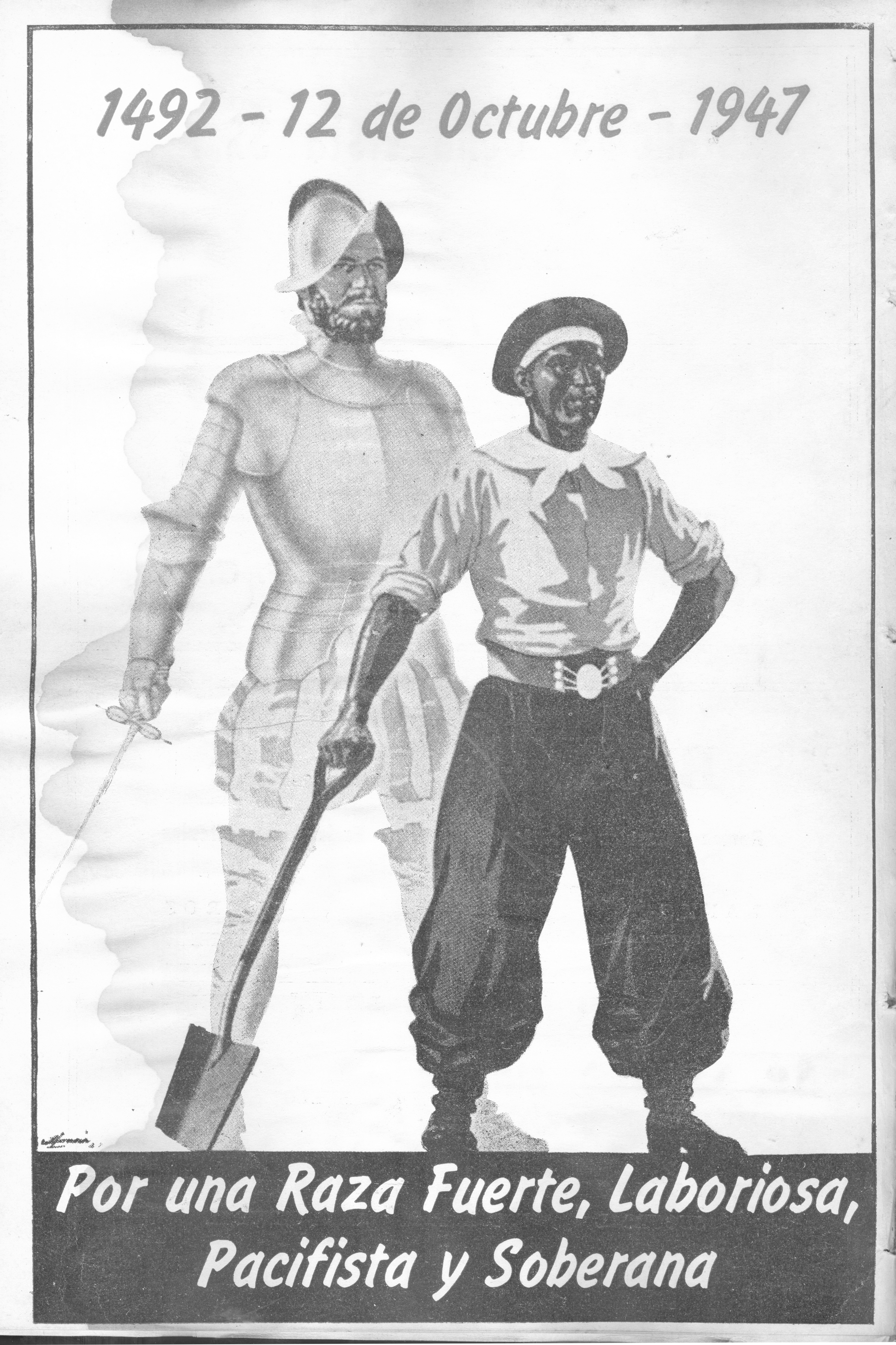
Argentinisches Plakat zum Día de la Raza aus dem Jahr 1947 während der ersten Regierung von Juan Perón: Für eine starke, arbeitsame, pazifistische und souveräne Rasse!

Als Kolumbus-Tag oder Amerika-Tag wird in vielen Ländern die Ankunft von Christoph Kolumbus in der Neuen Welt – am 12. Oktober 1492 – mit einem Feiertag begangen. Gedenktage der Entdeckung Amerikas gab es in Teilen Amerikas schon im 19. Jahrhundert. In den USA wird der Tag bis heute Columbus Day genannt. Ab 1915 erhielt er im spanischsprachigen Raum die Bezeichnung Día de la Raza („Tag der Rasse“), wie er bis in die 1990er-Jahre in ganz Lateinamerika hieß und zumindest inoffiziell noch heute in den meisten hispanoamerikanischen Ländern genannt wird. Seitdem wurde der Feiertag in zahlreichen Staaten offiziell eingeführt. In Spanien ist der 12. Oktober seit 1918 Nationalfeiertag und wird seit den 1920er-Jahren oft Día de la Hispanidad („Tag der Hispanität“) genannt.

## Lateinamerika
1912 führte die Dominikanische Republik (wo heute unterschiedliche Bezeichnungen verwendet werden) den Día de Colón („Kolumbus-Tag“) ein; 1915 wurde in Uruguay (wo er bis heute so heißt) das erste Mal der Día de las Américas („Amerika-Tag“) gefeiert. Seit 1915 setzte sich der Name Día de la Raza („Tag der Rasse“) durch, unter dem das Fest 1917 in Argentinien und Peru und 1921 in Chile als Feiertag eingeführt wurde. Andere Bezeichnungen waren Día del Descubrimiento („Entdeckungstag“) oder „Pan-Amerika-Tag“. Bis zum Ende der 1920er Jahre hatte die Mehrzahl der hispanoamerikanischen Staaten einen solchen Feiertag; in einigen Ländern wurde er aber auch erst in den 1950er oder 1960er Jahren eingeführt. Dabei kann von einem transnationalen Feiertag gesprochen werden, der nicht nur an Kolumbus und die Entdeckung Amerikas erinnern, sondern die gemeinsame hispanoamerikanische Identität und gleichzeitig den Zusammenhalt zwischen Spanien und Lateinamerika (auch gegenüber den USA) stärken sollte, indem er die gemeinsamen sprachlichen, geschichtlichen und kulturellen Wurzeln herausstellte.
Das Kolumbus-Gedenken am „Amerika-Tag“ ist ausschließlich im spanischsprachigen Teil Lateinamerikas (Hispanoamerika) verbreitet. Im portugiesischsprachigen Brasilien wird stattdessen wie in anderen lusophonen Ländern ein „Tag der Lusophonie“ gefeiert, der meist am Todestag von Luís de Camões am 10. Juni begangen und vor allem im Gefolge der autoritären Regime des Estado Novo in Brasilien und Portugal in den 1930er Jahren ebenfalls als „Tag der Rasse“ (Dia da Raça) bezeichnet wurde. Der 10. Juni ist seitdem auch der Nationalfeiertag Portugals.

## Spanien
In Spanien begeht man am 12. Oktober, zugleich Patronatsfest des spanischen Nationalheiligtums Unsere Liebe Frau auf dem Pfeiler in Saragossa, den Día de la Hispanidad („Tag der Hispanität“), der an die gemeinsamen Wurzeln der spanischsprachigen Welt erinnern soll. Unter der Bezeichnung Fiesta de la Raza („Fest der Rasse“) oder Día de la Raza existierte dieser Feiertag bereits seit 1914. Dieser Name geht auf den spanischen Politiker Faustino Rodríguez zurück, der 1913 Präsident der Ibero-Amerikanischen Union war. Der Tag wurde 1918 von König Alfons XIII. ohne nähere Bezeichnung zum spanischen Nationalfeiertag (Fiesta Nacional) erhoben. Die Bezeichnung Día de la Hispanidad wurde Ende der 1920er Jahre von dem spanisch-argentinischen Geistlichen Zacarías de Vizcarra als Alternative ersonnen und kam in Spanien unter anderem auf Betreiben des Schriftstellers Ramiro de Maeztu in den 1930er Jahren zunehmend in Gebrauch. Sie wurde 1958 während der Franco-Diktatur als offizielle Bezeichnung des spanischen Nationalfeiertags eingeführt und 1981 während der Transition in Spanien als solche bestätigt. Seit 1987 wird der Tag wiederum offiziell nur noch „Nationalfeiertag“ genannt, obwohl der Name „Tag der Hispanität“ im allgemeinen Sprachgebrauch weiter vorherrscht und auch in halboffiziösen Quellen verwendet wird. Der Tag erinnert neben dem spanischen Kolonialreich auch an die Einigung Spaniens im 16. Jahrhundert und wird traditionell mit einer Militärparade vor dem spanischen König begangen.

## USA

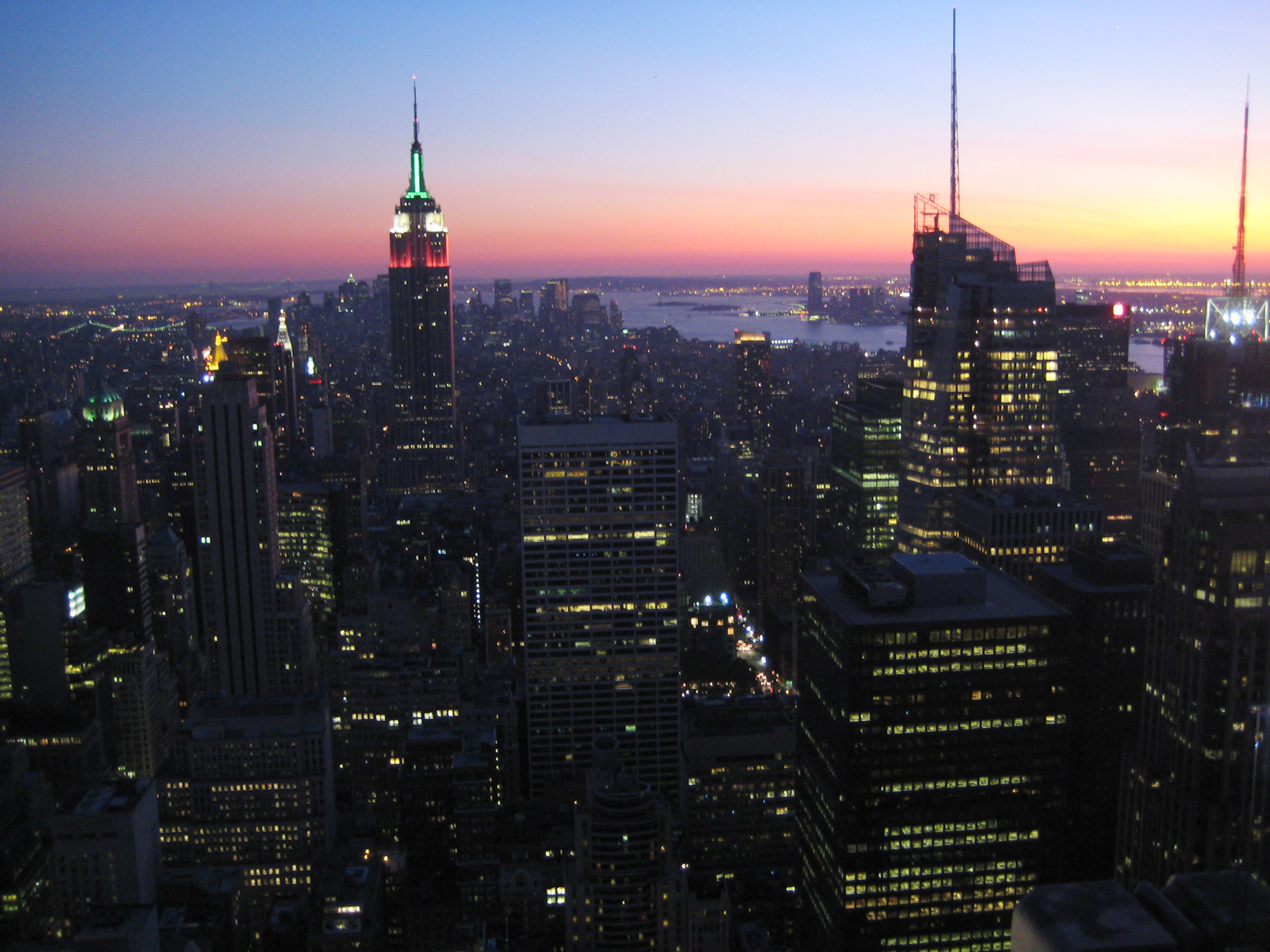
Die Farben der Italienischen Flagge auf dem Empire State Building zum Kolumbus-Tag

Bereits 1792 gab es entlang der Ostküste in New York, Boston, Baltimore, Providence und Richmond kleine, privat organisierte Veranstaltungen, die Kolumbus und der Entdeckung Amerikas gedachten. Ein offizieller Feiertag wurde zuerst 1892 von Präsident Benjamin Harrison ausgerufen. Er legte in seiner Proklamation großen Wert darauf, dass der Feiertag von den amerikanischen Schulen begangen werden würde, um freie Bildung als einen Grundpfeiler der USA zu zelebrieren und gleichzeitig ethnisch und sozial zunehmend diverse Schulkinder unter der gemeinsamen amerikanischen Flagge zu versammeln. Zu diesem Anlass wurde auch der Pledge of Allegiance eingeführt.
Widerstand gegen die Feierlichkeiten gab es bereits im 19. Jahrhundert, weil sie vielfach als zu katholisch geprägt und damit „unamerikanisch“ empfunden wurden. Entsprechend setzten sich besonders Italo-Amerikaner für die Einführung eines dauerhaften Feiertags ein. Seit der Jahrhundertwende forderten führende Vertreter der italo-amerikanischen Gemeinden (prominenti) häufig in Kooperation mit den katholischen Kolumbusrittern und demokratischen Politikern sowohl auf der Ebene einzelner Bundesstaaten als auch auf nationaler Ebene die Einführung des Columbus Day. In New York wurde 1903 erstmals die Einführung eines gesetzlichen Feiertags beantragt, allerdings von der Mehrheit der Delegierten abgelehnt und erst 1909 eingeführt. Colorado war 1905 der erste Bundesstaat, der den Columbus Day offiziell anerkannte und ab 1907 beging. Bis 1910 hatten weitere 15 Staaten den Feiertag eingeführt und bis 1921 wurde er dann insgesamt in 33 der damals 48 Bundesstaaten begangen. Ab 1934 galt der 12. Oktober als nationaler Feiertag, der jedes Jahr vom Präsidenten ausgerufen werden musste. Seit 1937 wird der Kolumbus-Tag als bundesweiter beweglicher Feiertag jeweils am zweiten Montag im Oktober im ganzen Land begangen. Als permanenter Nationalfeiertag, der nicht mehr jährlich neu ausgerufen werden muss, wurde er 1968 eingerichtet.

## Proteste, Umbenennungen und Abschaffung
Seit langem wird in zahlreichen Ländern kontrovers über den Feiertag diskutiert, teils wurden Umbenennung oder Abschaffung gefordert. In Chile heißt der Tag seit 2000 „Tag der Begegnung der zwei Welten“ (Día del Encuentro de Dos Mundos), in Peru seit 2009 „Tag der autochthonen Völker und des interkulturellen Dialogs“ (Día de los Pueblos Originarios y del Diálogo Intercultural) und in Argentinien seit 2010 „Tag des Respekts vor der kulturellen Diversität“ (Día del Respeto a la Diversidad Cultural). In Venezuela wurde er von Hugo Chavez 2002 zum „Tag des indigenen Widerstands“ (Día de la Resistenca Indígena) erklärt; in Bolivien heißt er seit 2011 „Tag der Dekolonisation“ (Día de la Descolonización); in Ecuador wurde er im gleichen Jahr in „Tag der Interkulturalität und Plurinationalität“ (Día de la Interculturalidad y la Plurinacionalidad) umbenannt. Auf Kuba wird der Feiertag seit der Kubanischen Revolution nicht mehr begangen.
In den USA werden Proteste gegen den Columbus Day mit dem American Indian Movement in Verbindung gebracht, einer Bewegung, die sich seit den 1960er Jahren für die Rechte der Indianer in den USA einsetzt und auf Missstände der Indianerpolitik der Vereinigten Staaten aufmerksam macht. Das 500. Jubiläum der Entdeckung Amerikas 1992 wurde von vielen indigenen Organisationen als Gelegenheit wahrgenommen, sprachpolitische Veränderungen anzuregen. Schon 1990 wurde Columbus Day in South Dakota zu American Indian Day geändert, und in Berkeley fand 1992 unter großer Anteilnahme der Medien und mit Vorbildwirkung für andere kalifornische Städte und Campusse amerikanischer Eliteuniversitäten und Colleges die Umbenennung zum Indigenous Peoples’ Day („Tag der indigenen Völker“) statt. Neben South Dakota und Berkeley benannten in den folgenden 25 Jahren auch Seattle, Minneapolis, Santa Cruz, Phoenix, Denver und der Staat Vermont den Feiertag neu. 2017 wurde der Kolumbus-Tag schließlich auch in Los Angeles als bisher größter Kommune zum Indigenous People’s Day („Tag der Indigenen“) umgewidmet und im Jahr darauf das Kolumbus-Denkmal im Grand Park von Los Angeles niedergelegt. Die Maßnahmen kamen auf Initiative der kalifornischen indigenistischen Bewegung zustande, während die italoamerikanische Gemeinde, die Kolumbus als ihren Landsmann betrachtet, versuchte, den Gedenktag zu erhalten oder zu einem Feiertag für amerikanische Immigranten jeglicher Herkunft umzudeklarieren.